# Бондарев, Константин Анатольевич
Константин Анатольевич Бондарев (укр. Костянтин Анатолійович Бондарєв; род. 13 сентября, 1972, Ташкент, Узбекская ССР, СССР) — украинский политик. Народный депутат Украины. Член партии Всеукраинское объединение «Батькивщина» с 22 января 2007, глава её Киевской областной организации с июня 2010.

## Биография
Родился 13 сентября 1972 года в г. Ташкент (Узбекистан).
В 1981 году вместе с родителями Любовью и Анатолием Бондарев переехал в Киев.
В 1989 году поступил в Киевский инженерно-строительный институт на специальность «промышленное и гражданское строительство». Во время учёбы принимал активное участие в научно-исследовательской деятельности студентов. Одной из основных тем исследований стала «аппроксимация кривых линий». Параллельно с учёбой работал, писал учебные программы на популярных в то время языках программирования. Именно тогда сделал первые шаги в бизнесе.
В 2002—2004 годах получил второе, экономическое, образование в Киевском национальном экономическом университете.
Владеет английским, русским и украинским языками.
В 2002—2006 годах — депутат Киевского облсовета (избран по Иванковском мажоритарному округу), заместитель председателя постоянной комиссии по вопросам бюджета и финансов. В 2004 году вступил в ряды Социалистической партии Украины (СПУ). В избирательной кампании 2006 года был одним из руководителей избирательного штаба СПУ в Киевской области. В апреле 2006 года избран по списку СПУ депутатом Киевского облсовета, затем избран председателем фракции СПУ и первым заместителем председателя Киевского облсовета. Тогда приложил немало усилий для того, чтобы было сформировано коалицию с БЮТ — в общем «мейнстриме» формирование демократической коалиции после событий 2004 — начала 2005 годов, а также впервые за долгое время существования Киевского облсовета Бондаревым предложено на рассмотрение депутатского состава облсовета регламент работы, который был принят и по которому работают до сих пор.
В апреле 2006 года вновь избран депутатом Киевского областного совета (V созыва), в дальнейшем избран первым заместителем председателя Киевского областного совета.
В июле 2006 года после провозглашения спикером ВР Александром Морозом о создании новой коалиции в составе Партии регионов, СПУ и КПУ, выступил в СМИ с открытой критикой в адрес Мороза, после чего покинул ряды СПУ, с а со временем по собственному желанию ушел с должности первого заместителя председателя Киевского облсовета.
23 ноября 2007 — 12 декабря 2012 — народный депутат Украины 6-го созыва. Заместитель председателя Комитета по вопросам налоговой и таможенной политики, председатель подкомитета по вопросам акцизного налога, законодательного регулирования рынка спирта, алкоголя и табака.
В 2009 году — председатель Временной следственной комиссии Верховной Рады Украины по вопросам расследования фактов нарушения должностными лицами государственных администраций Киевской области Конституции Украины и действующего законодательства Украины при предоставлении и переоформлении прав на земельные участки.
12 декабря 2012 — 27 ноября 2014 — народный депутат Украины 7-го созыва. Избран первым заместителем председателя Комитета по вопросам транспорта и связи.
Активный участник политического, социально-экономической и культурной жизни Киевской области.
С 22 января 2007 года — член партии ВО «Батькивщина».
С июня 2010 года председатель Киевской областной партийной организации ВО «Батькивщина», член Политического совета партии ВО «Батькивщина».
В 2012 году был избран народным депутатом 7 созыва от ВО «Батькивщина» номером 45 в списке. Был первым заместителем председателя Комитета по вопросам транспорта и связи.
В 2014 году баллотировался в Верховную Раду от ВО «Батькивщина» номером 22 в списке. Член Политического совета партии ВО «Батькивщина», председатель Киевской областной партийной организации (с 2010 года), член партии с 2007 года.
В 2019 году был избран народным депутатом 9 созыва от ВО «Батькивщина» номером 14 в списке как член партии. Член одноимённой фракции. Член Комитета по вопросам транспорта и инфраструктуры.
4 сентября 2020 года включён в список украинских физических лиц, против которых российским правительством введены санкции.
Проживает в с. Грузское Макаровского района Киевской области. Женат, воспитывает двух дочерей.

## Награды
Награждён орденом Князя Владимира III степени.